# عيسى البندنيجي
صفاء الدين عيسى بن موسى جلال الدين بن جعفر البندنيجي، ( 1203-1283هـ) /(1788-1866م)، وهو من علماء بغداد وولد ونشأ فيها وتعلم القرآن وطلب العلم على علماء عصره، ومن شيوخه السيد محمد بن السيد عبد الرحمن المغربي، والشيخ علي افندي بن يوسف الملك باشلي محمد، والشيخ ضياء الدين خالد النقشبندي الكردي، والشيخ يحيى بن خالد المزوري، والشيخ عبد الرحمن الكزبري، وغيرهم.
وكان الشيخ عيسى البندنيجي صوفي المذهب، ولقد تولى مهنة التدريس بالمدرسة الداودية وكان أحد علماء بغداد المعروفين، وامام من ائمتها اشتهر بالتقوى والزهد والعبادة مع اهتمامه بالعلوم العقلية والنقلية، والتضلع بالفنون والانفراد بالتدريس والفتوى، وكان لهُ مجلس علمي حافل يقيمه في إحدى التكايا القادرية، وكان خطاطا ماهرا وهو من أئمة الخطاطين في بغداد، وتخرج على الخطاط المعروف سفيان الوهبي، وأجازه في الخط العربي وكان يجيد خط النسخ ولخطه روعة وجمال، ومن آثارهِ الخطية كتب وحواشي متعددة في المكتبة القادرية، وأخوه هو الخطاط محمد صالح البندنيجي، ومن تلاميذهِ العلامة الشيخ قاسم الغواص الذي أعطاهُ الإجازة العلمية وزوجه إحدى بناته.
ومن تلامذته أيضا الملا قاسم أفندي المفتي (توفى عام 1900م)، والذي أخذ منه الإجازة العامة.
ومن الذين اخذوا العلم عنه السيد عبد الرحمن المحض الكيلاني نقيب الاشراف بن السيد علي النقيب المتوفى سنة 1345هـ ببغداد أيضا، ولقد ذكره السيد عبد الحي الكتاني في فهرس الفهارس.

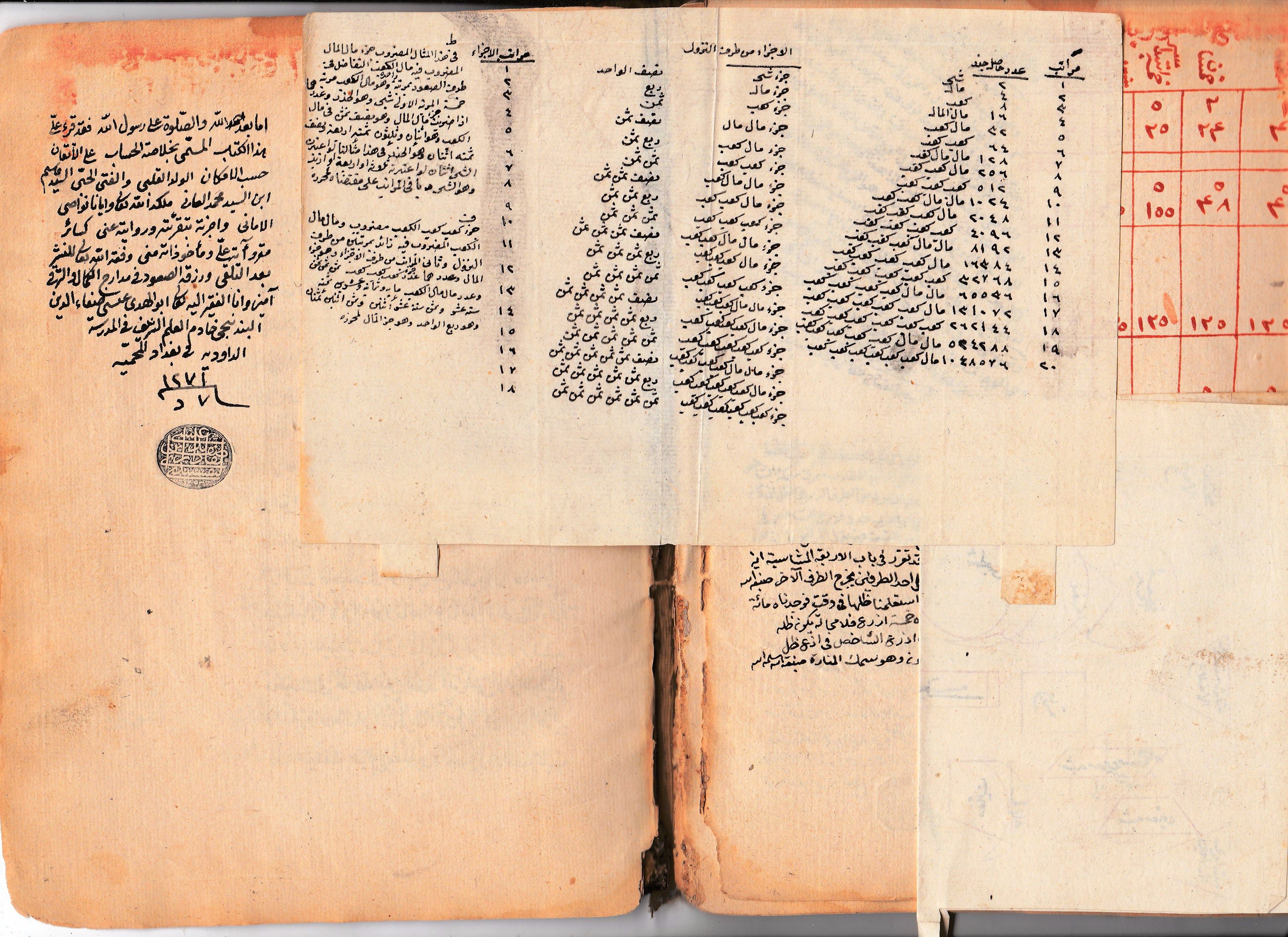
تعليق وختم عيسى البندنيجي على مخطوط كتاب (خلاصة الحساب للعاملي)، ويكتب اسم تلميذه قاسم بن السيد محمد العاني ويعطيه إجازة في قراءة الكتاب وختمه في عام 1271هـ/1854م

## من مؤلفاته
- جامع الأنوار - وهو كتاب تراجم لعلماء بغداد.

## وفاته
توفي في  عام 1283هـ/1866م، ودفن في تكية السيد علي البندنيجي، في محلة باب الشيخ.

## انظر
- عماد عبد السلام رؤوف